# Eddie Ebell
Eddie Ebell is een Amerikaanse acteur.

## Biografie
Ebell begon in 1995 met acteren in de televisieserie Saved by the Bell: The New Class. Hierna heeft hij nog meerdere rollen gespeeld in televisieseries en films, zoals Beverly Hills, 90210 (1998), Going to California (2001) en Nip/Tuck (2009).

## Filmografie[1]

### Films
Uitgezonderd korte films.
- 2012 The Giant Mechanical Man – als Mitch
- 2009 New Hope Manor – als Jason
- 2008 Pants on Fire – als superheld
- 1999 Family Tree – als Luigi
- 1999 Ballad of the Nightingale – als ??
- 1999 Lords of Los Angeles – als Trip
- 1998 Detour – als Bobby
- 1998 Matter of Trust – als Billt
- 1998 The Gardener – als hotel bediende
- 1996 Widow's Kiss – als gitaarspeler

### Televisieseries
Uitgezonderd eenmalige gastrollen.
- 2001 Going to California – als Eddie Latekka – 3 afl.
- 2000 Undressed  – als Leo – 2 afl.
- 1998 Beverly Hills, 90210 – als Mark – 2 afl.